# Asante Blackk
Asante Ma'at (Maryland, 20 de outubro de 2001), mais conhecido como Asante Blackk, é um ator norte-americano, conhecido pela participação na série When They See Us (2019), que lhe rendeu uma indicação ao Primetime Emmy Awards 2019 na categoria de melhor ator coadjuvante em série limitada ou telefime.